# Estampe
L'estampe est le résultat de l'impression d'une gravure ou d'une autre technique de l'estampe qui n'inclut pas un procédé d'incision ou de morsure.

## Définitions
Le mot « estampe » déjà utilisé en ancien français sous les formes « estampe, estanpe, stampe » vient de l'italien stampa (impression, tirage, presse, estampe) dont l'étymologie d'origine germanique dérive de stampjan ou du francique stampôn (« écraser, frapper ») qui a donné stampfen en allemand (« frapper du pied »).
Nicolas Poussin, en 1647, utilise déjà le mot au sens actuel d'image imprimée au moyen d'une planche gravée.
L'estampe désigne, au sens strict, le résultat de l'impression d'une gravure ; la gravure étant l'ensemble des techniques qui utilisent le creux ou l’incision pour produire une série d'images ou de textes. Le principe consiste à inciser (on parle de taille d'épargne) ou à creuser (taille-douce), à l'aide d'un outil ou d'un mordant, une matrice, généralement en bois ou en métal qui, après encrage, est imprimée sur du papier ou sur un autre support.
Aujourd'hui, on appelle aussi estampe le tirage obtenu par des techniques de reproduction artistique, comme la lithographie ou la sérigraphie, qui utilisent des principes différents.
L’estampe originale est une œuvre de création obtenue par impression d'une matrice (ou de plusieurs matrices dans le cas d'une impression polychrome) réalisée par l’artiste lui-même, ou sous son contrôle direct.
Elle se distingue de :
- la copie (fig. 1 et 2), exécutée d'après une autre gravure ;
- l'adaptation, ou reproduction (fig. 3 et 4), exécutée d'après une œuvre d'art déjà existante[7] ;
- l'interprétation (fig. 5), exécutée par un graveur d'après documentation (croquis, esquisse ou dessin), sur commande d'un artiste qui ne participe pas directement à l'exécution de l'estampe.

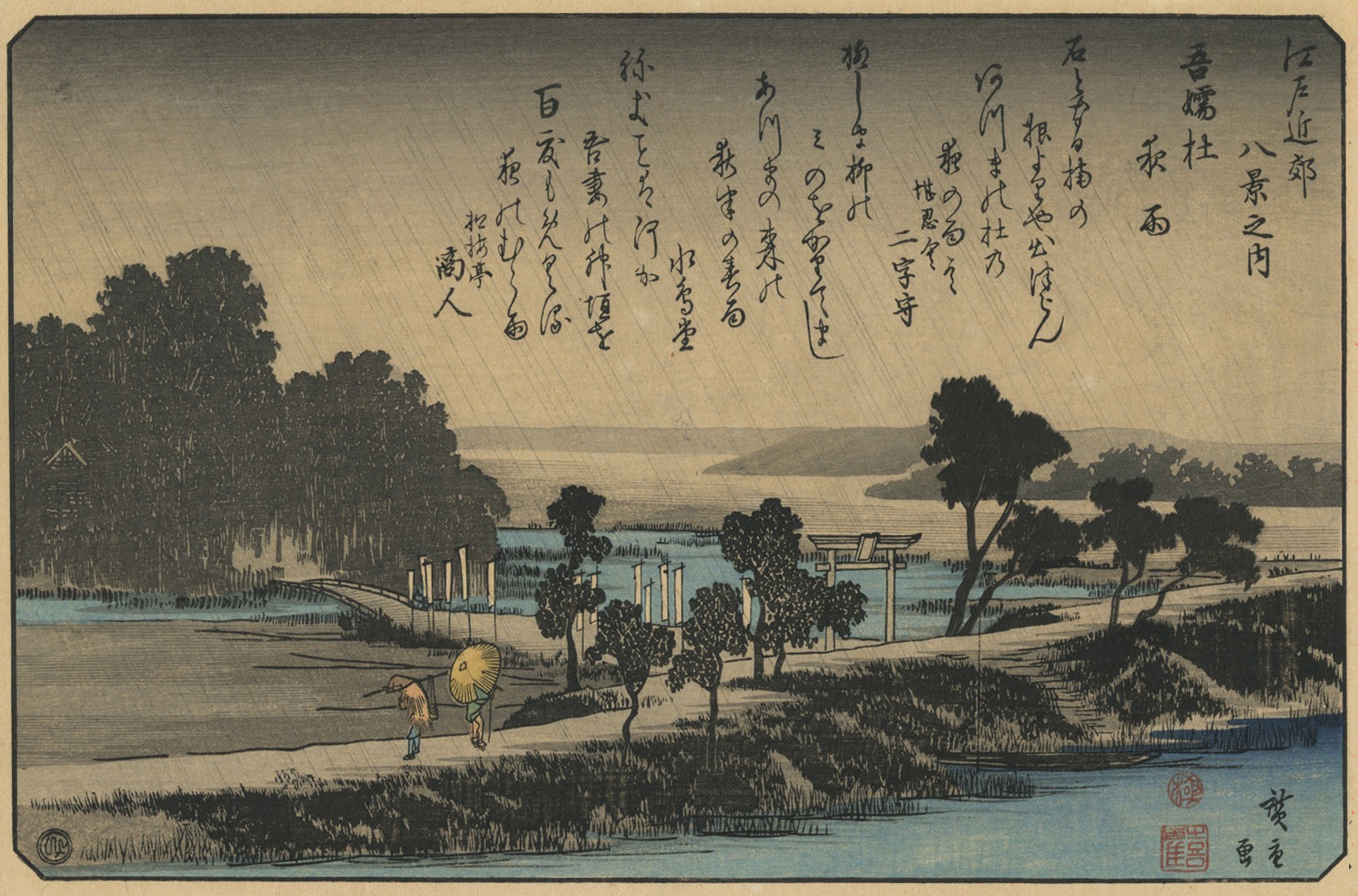
1. Hashiguchi Goyō, Pluie du soir à Azumi-no Mori, 1917-1918, copie d'après Utagawa Hiroshige[8].
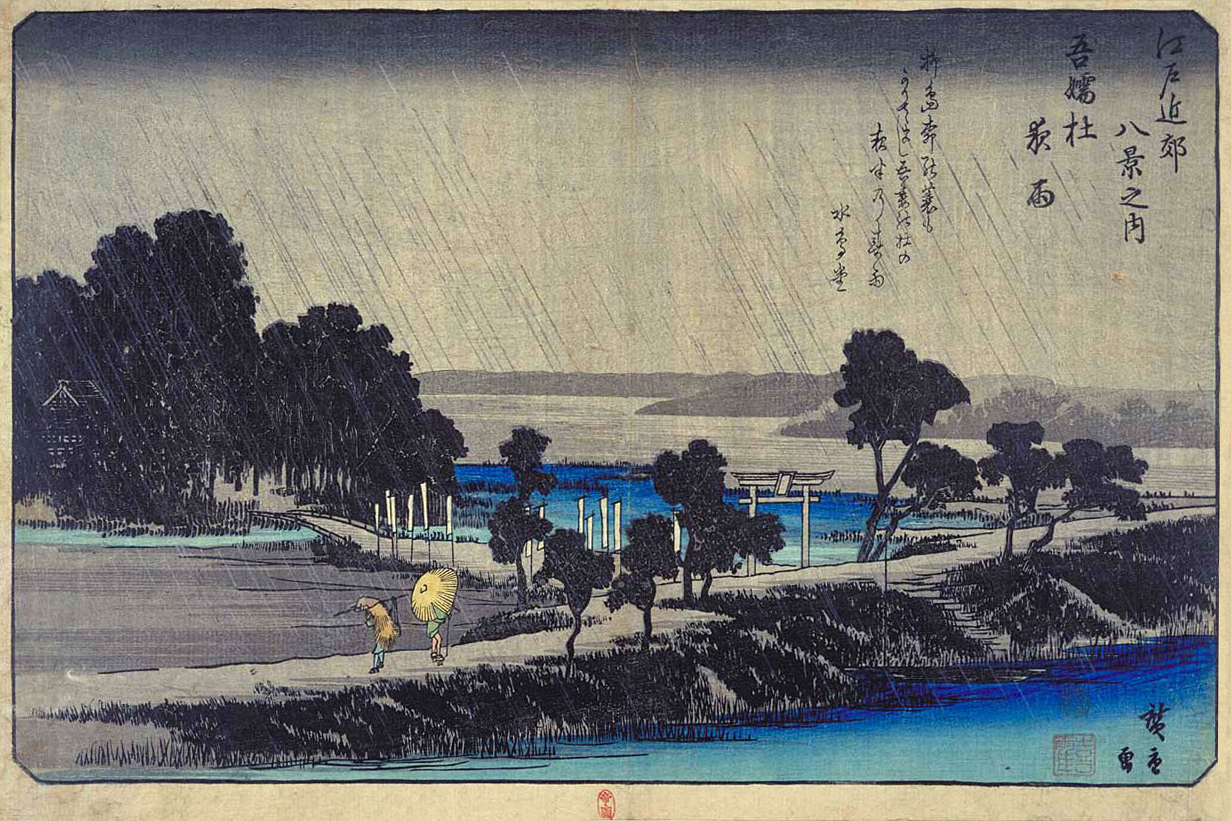
2. Utagawa Hiroshige, Pluie du soir à Azumi-no Mori (吾嬬杜夜雨), tirée des Vues célèbres dans le voisinage d’Edo (江戸近郊八景), 1837-1838[9].
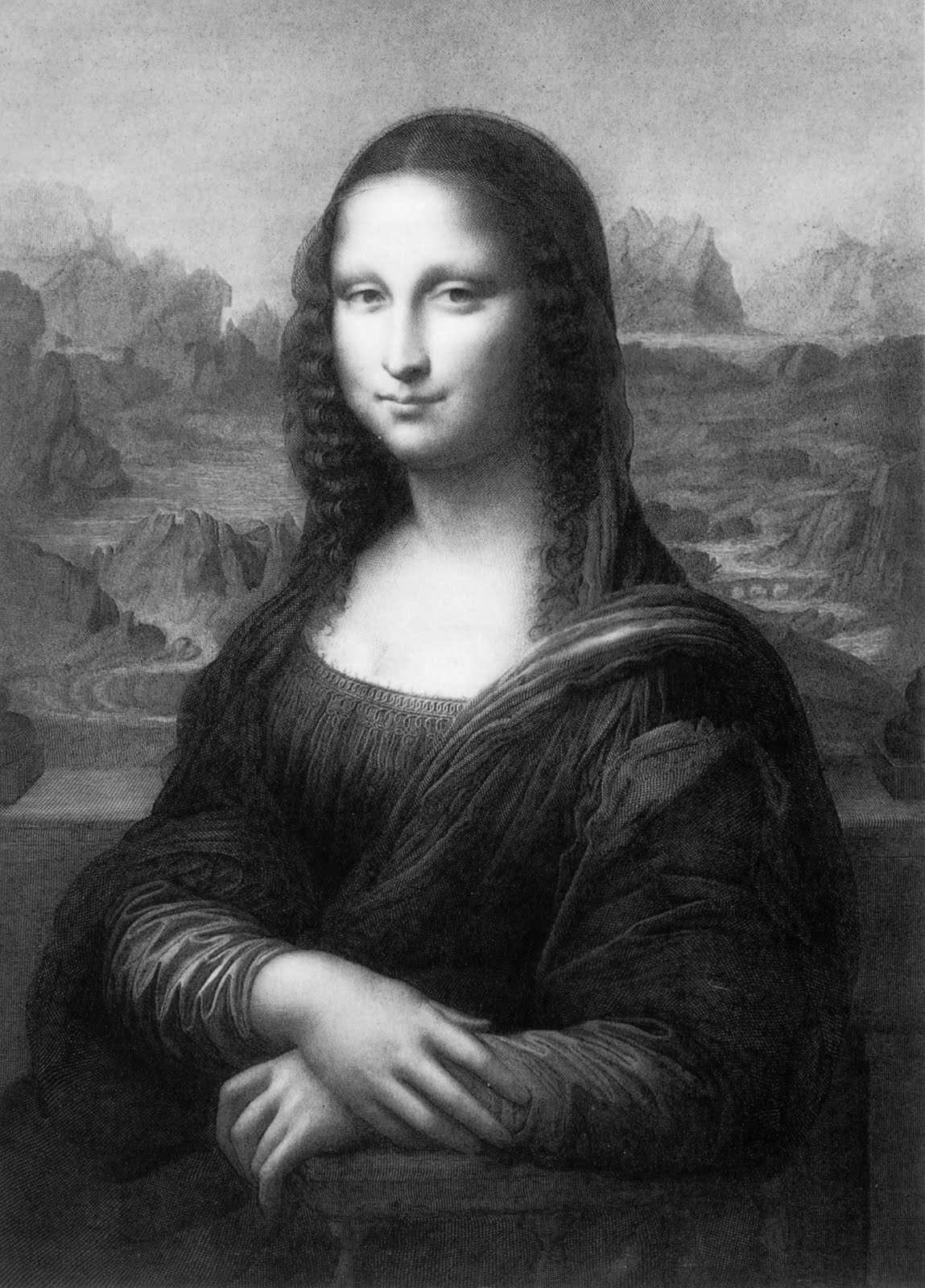
3. Luigi Calamatta, La Joconde, 1858, chalcographie d'après Léonard de Vinci. Exemplaire au Teylers Museum, Haarlem, inv. TvB G 3674.
4. Léonard de Vinci, La Joconde, 1503-1506, Huile sur bois, Musée du Louvre, Paris, inv. 779.
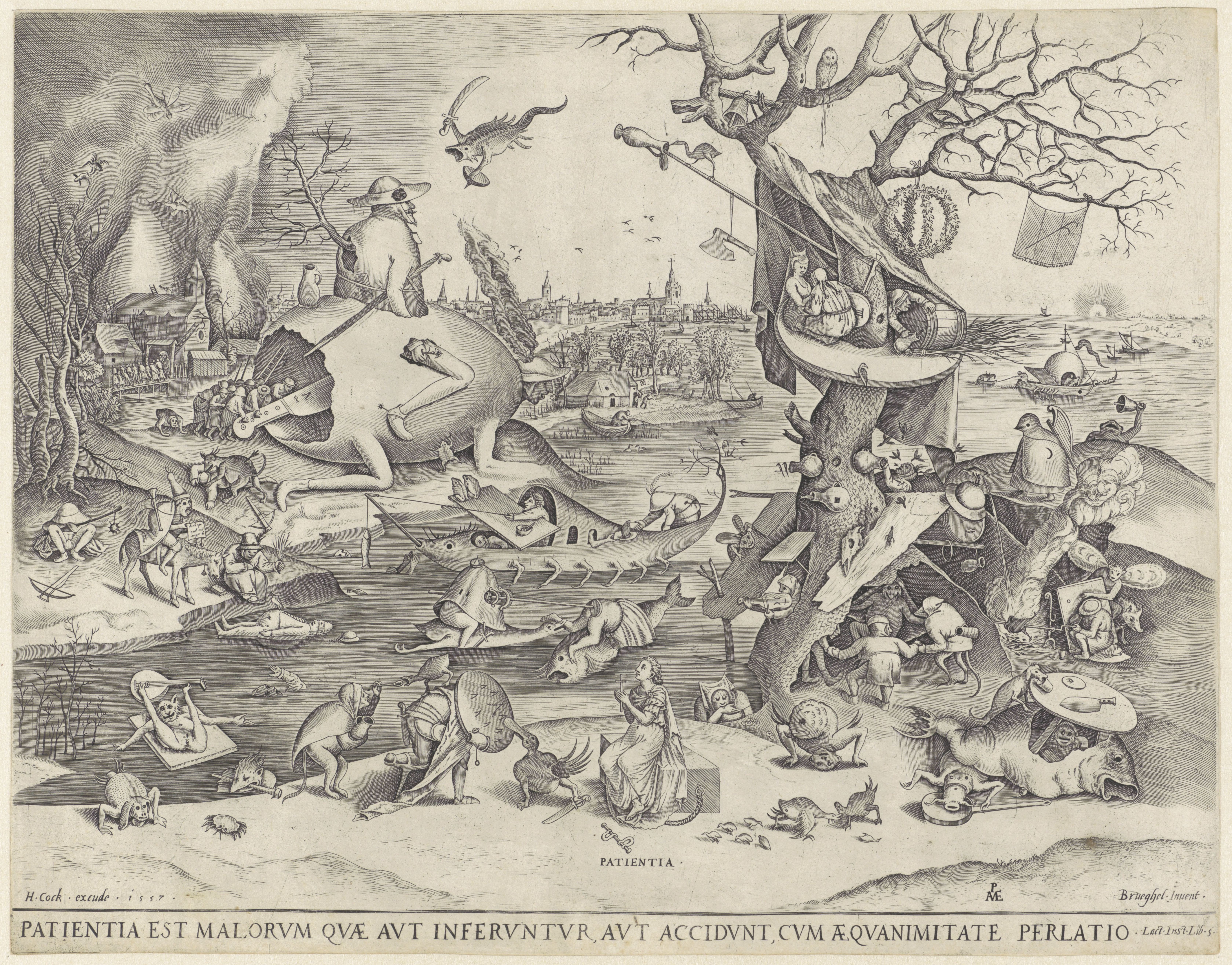
5. Pieter van der Heyden, Patience, 1557, estampe d'après Pieter Brueghel l'Ancien éditée par Jérôme Cock, 339 x 435 mm, Rijksmuseum, Amsterdam, inv. RP-P-1878-A-2827.

## Les principaux procédés
On distingue habituellement deux grandes familles d'estampes : les impressions en taille d'épargne et les impressions en taille-douce.
Les outils et produits employés varient sensiblement d'une technique à l'autre. L'examen attentif d'une estampe permet donc en principe de reconnaitre le procédé utilisé.

### L'impression en relief ou taille d'épargne
Elle est obtenue à partir de matrices en relief pour lesquelles les parties non imprimantes sont éliminées mécaniquement ou chimiquement. C'est la partie saillante de la planche gravée qui est encrée. Le contact avec une forte pression sur du papier, ou un autre support, produit l'estampe. Les principales techniques utilisées sont la xylographie, la gravure en criblé sur métal et la linographie.

#### La xylographie
Estampe obtenue par le procédé de la gravure sur bois. C'est la technique la plus ancienne ; elle était pratiquée dès le VIIe siècle en Chine. Le sūtra du Diamant, de 868 et conservé à la British Library, est le plus ancien tirage xylographique conservé aujourd'hui.
En Europe, l'estampe datée la plus ancienne est conservée à la John Rylands Library de Manchester. Il s'agit d'une xylographie anonyme coloriée à la main datée de 1423 représentant saint Christophe (fig. 6).
- Sur bois de fil

La gravure sur bois de fil est réalisée sur une planche de bois découpée dans un tronc d'arbre pris dans le sens longitudinal, celui des fibres.
- Sur bois de bout

La gravure sur bois de bout est réalisée sur une planche de bois découpée dans un tronc d'arbre pris dans le sens transversal, perpendiculairement aux fibres. La technique est dite provenir d'Angleterre et Elisha Kirkall (1682-1742) fut le premier à graver au burin sur bois de bout, mais afin de produire des effets de manière noire. Thomas Bewick (1753-1828) popularisa cette technique (fig. 7).

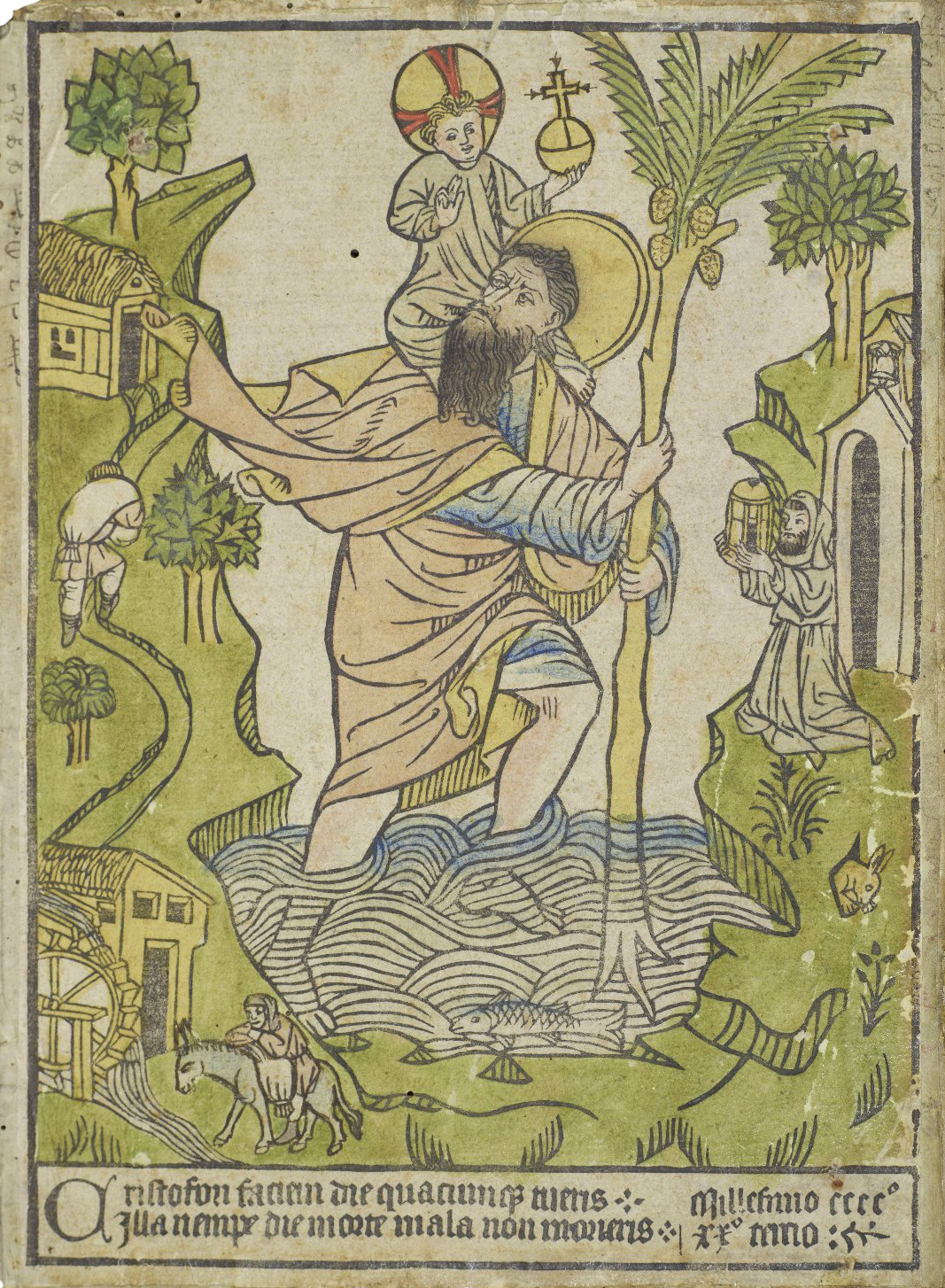
6. Anonyme, Saint Christophe, dit « Saint Christophe de Buxheim », du nom de la commune bavaroise de la Souabe où cette estampe fut trouvée, 1423, xylographie colorée à la main, John Rylands Library, Manchester.
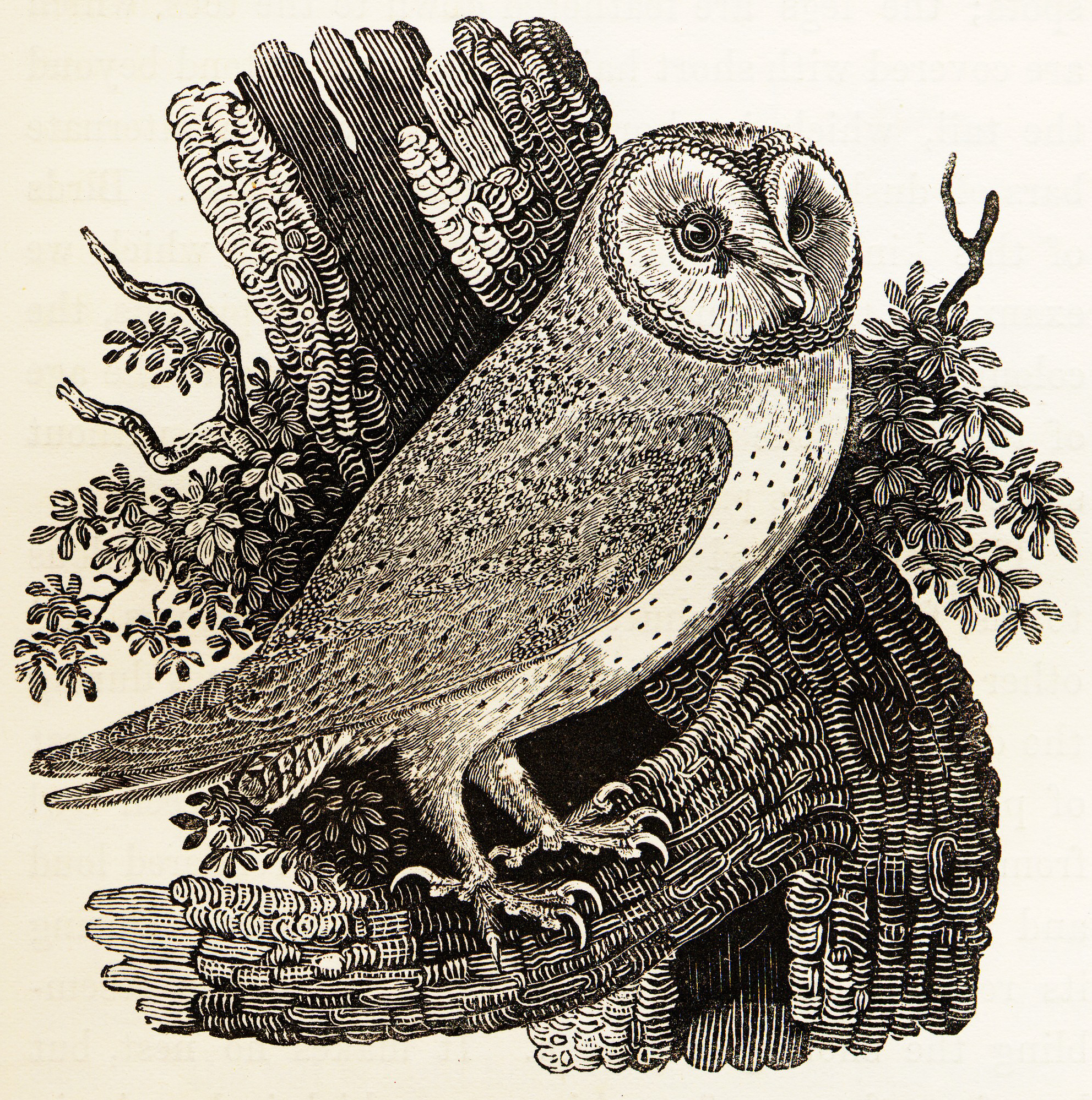
7. Thomas Bewick, Chouette effraie, 1847, xylographie[12].
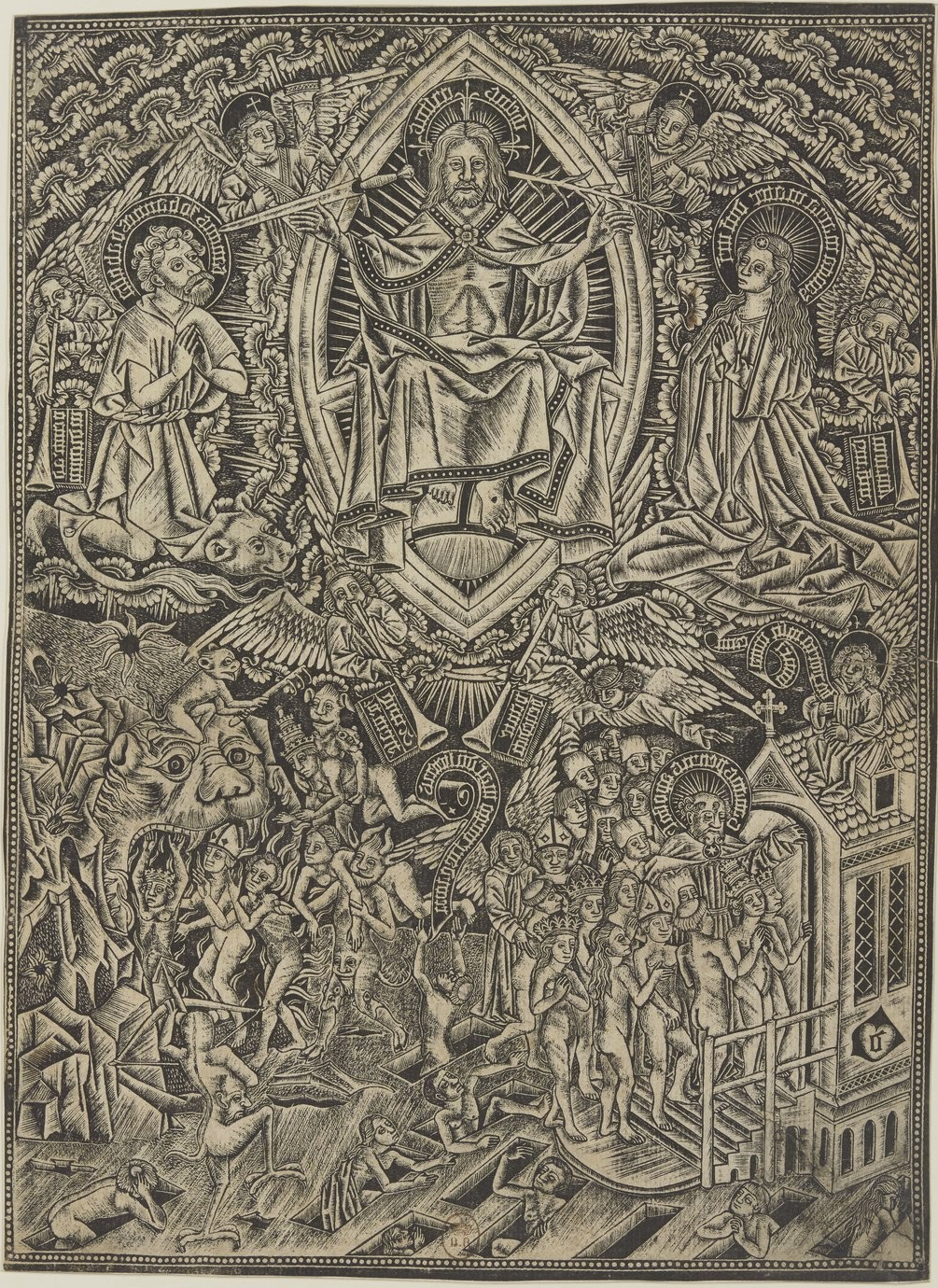
8.  Monogrammiste D, Le Jugement dernier, gravure en criblé, Bibliothèque nationale France.
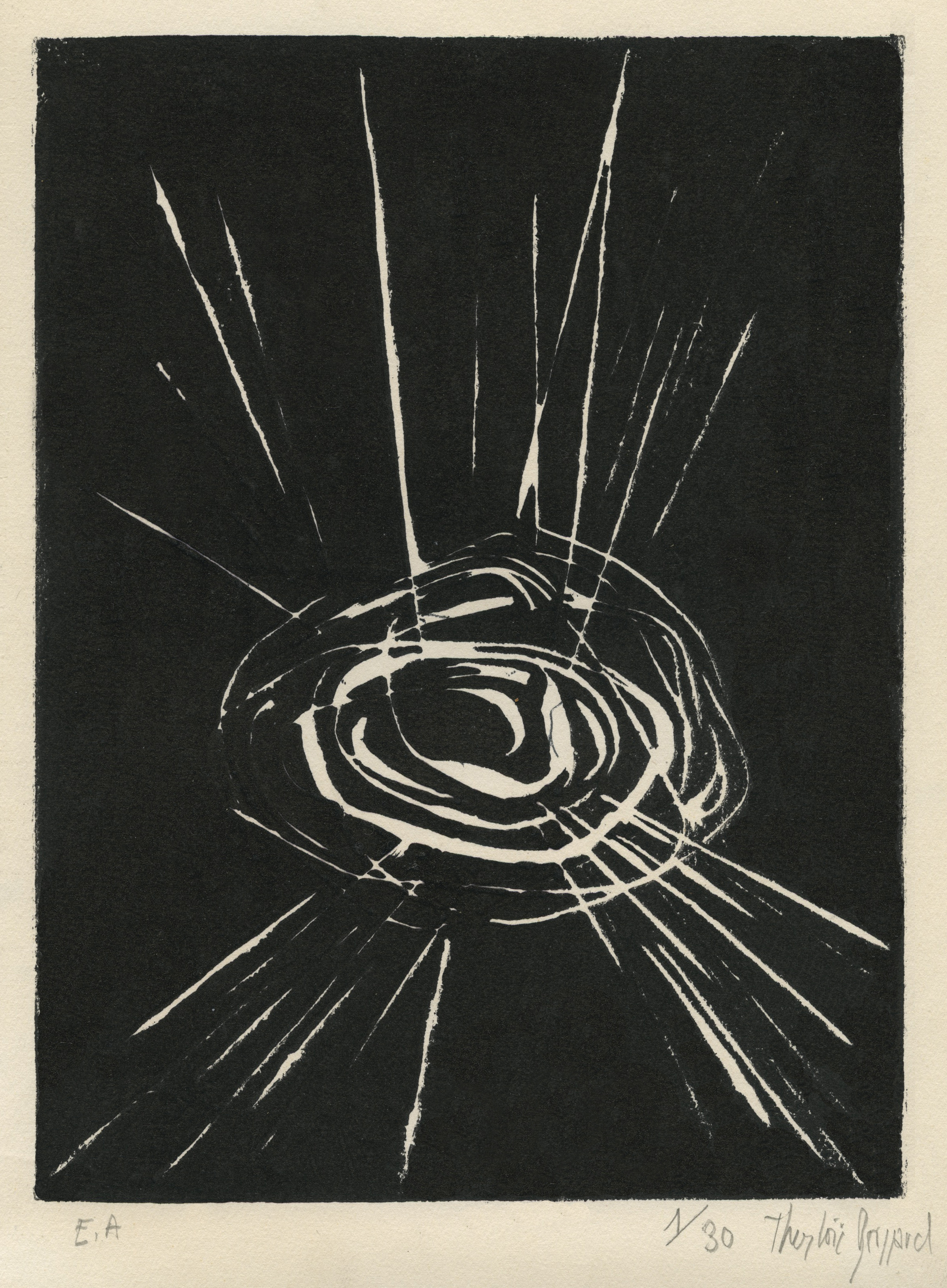
9. Therloïc Brossard, Soleil, 1970, linogravure, 23 x 30,5 cm, collection particulière.

#### Le criblé
La gravure en criblé se caractérise par l'utilisation d'une plaque métallique gravée en épargne dans laquelle les aplats sont incisés de points ou de motifs (fig. 8). Cette technique était populaire en Europe du Nord dans la deuxième moitié du XVe siècle.

#### La linogravure
Dérivé de la xylographie, la linogravure est une estampe obtenue par gravure du linoléum (fig. 9). Apparu en 1863 en Angleterre, ce matériau est d'abord utilisé pour couvrir les sols ; il est employé pour la gravure en taille d'épargne au début du XXe siècle. Matisse et Picasso ont contribué à donner à cette technique ses lettres de noblesse.

### L'impression en creux ou taille-douce
Elle est obtenue à partir de matrices entaillées mécaniquement à l'aide d'outils, ou chimiquement à l'acide. Après encrage, la matrice est essuyée afin de permettre à l'encre de se déposer dans les creux. Elle doit ensuite être soumise à une très forte pression pour permettre à l'encre de se déposer sur le papier lors de l'impression. L'impression monochrome utilise une seule matrice et donc une seule couleur, le plus souvent noir ou bistre. L'impression polychrome nécessite plusieurs matrices — une par couleur supplémentaire à celle du papier — et l'encrage de chaque couleur tient compte de la superposition lors du ou des passages sous la presse pour former un nombre de teintes bien supérieures au nombre d'encres utilisées (principe de la trichromie).

#### La chalcographie
Estampe obtenue par le procédé de la gravure sur cuivre. Les principales techniques utilisées sont le burin, la pointe-sèche, l'eau-forte et la manière noire.
- Le burin

Le burin est la technique de gravure linéaire la plus ancienne (fig. 10). Le déplacement du burin sur la plaque métallique provoque une entaille avec soulèvement d'un copeau spiralé. Le modelé est obtenu par une série de tailles parallèles.
- La pointe sèche

La pointe sèche en monochrome (fig. 11) ou en polychrome (fig.12) est un procédé de gravure linéaire ; l'outil utilisé est une aiguille d'acier très dure ou encore, de nos jours, une pointe carbure ou une pointe diamant. Le trait obtenu à l'impression est plus fin qu'au burin.
- L'eau-forte

L’eau-forte (fig. 13) est un procédé de taille indirecte par morsure du métal par un acide. Le vernis qui recouvre la plaque métallique est dégagé afin de permettre à l'acide d'agir. On compte de nombreux procédés dérivés comme le vernis mou (fig. 14), l'aquatinte (fig. 15) et la manière de crayon (fig. 16).
- La manière noire

La manière noire (fig. 17) est un procédé d'impression qui permet d'obtenir des valeurs de gris sans recourir aux hachures ou aux pointillés. La plaque grainée uniformément est grattée ou polie de façon à éclaircir progressivement les zones que l'on souhaite voir émerger du fond noir.
- Le pointillé

Le pointillé (fig. 18) est une technique de taille-douce où les tailles sont remplacées par des points obtenus au burin, à l'eau-forte ou à la roulette. Les plus anciennes estampes au pointillé sont d'origine hollandaise et datent du début du XVIIe siècle. À la fin du XVIIIe siècle, Bartolozzi mit le pointillé à la mode, particulièrement en Angleterre.

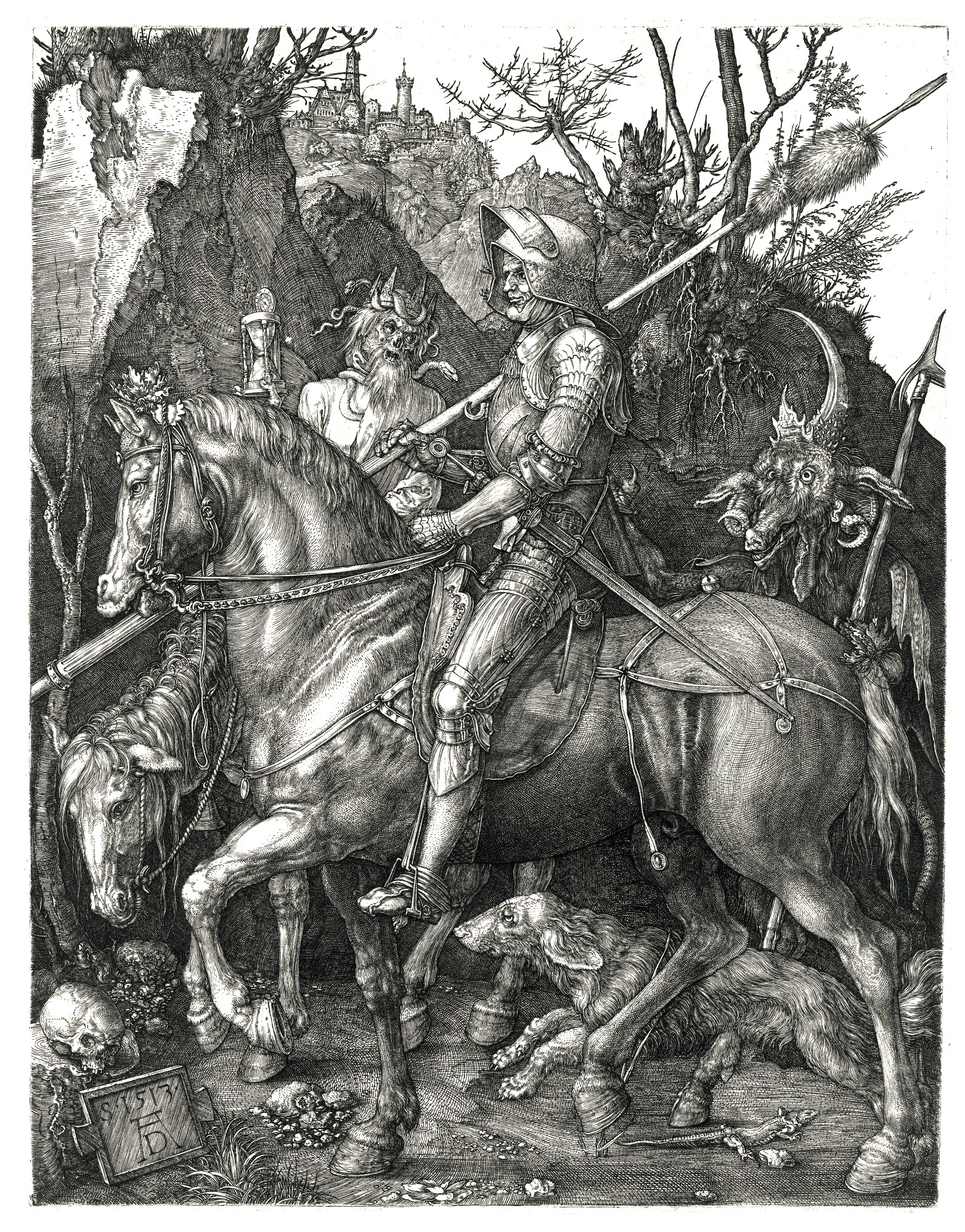
10. Albrecht Dürer, Le Chevalier, la Mort et le Diable, 1513, burin[14].
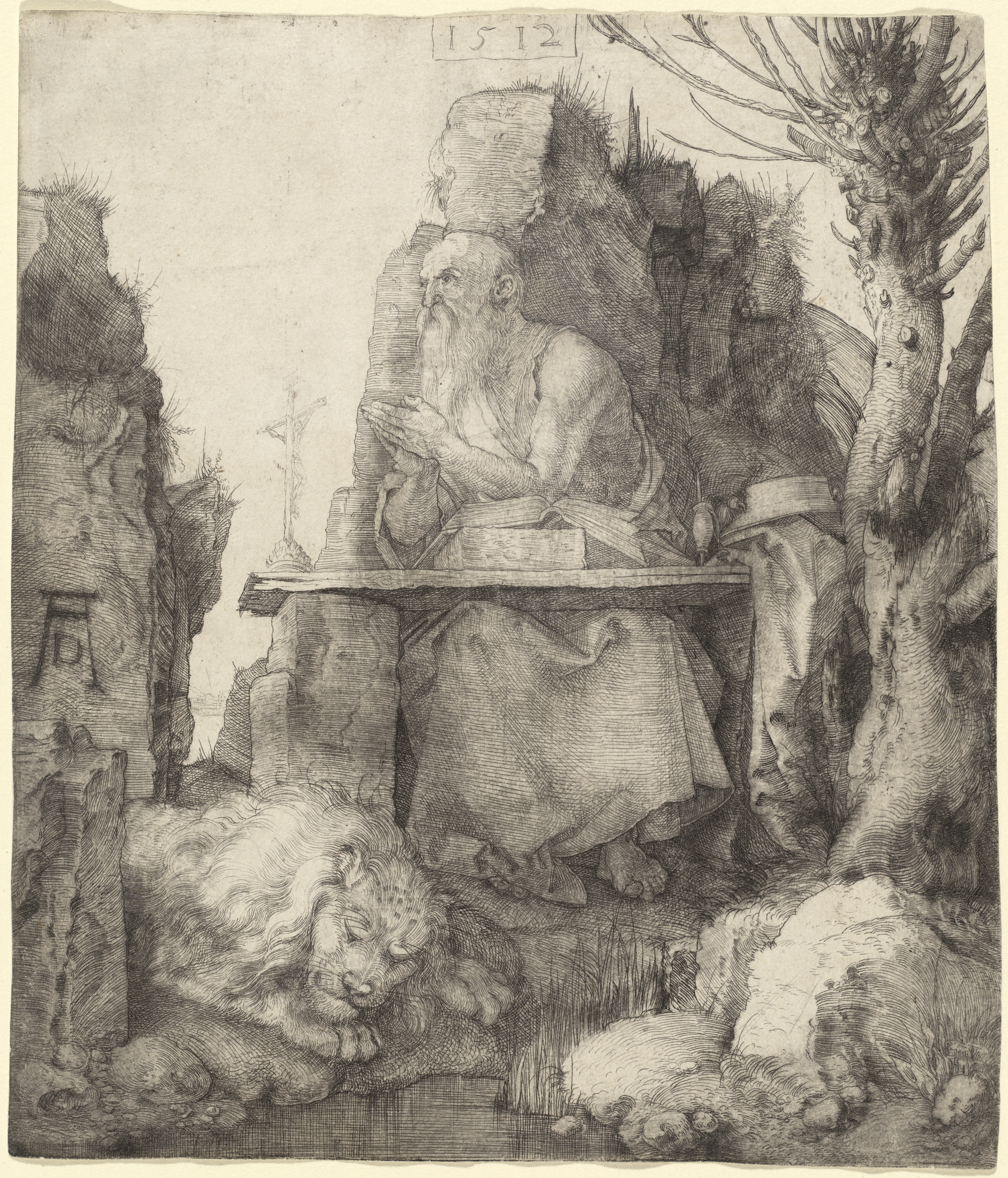
11. Albrecht Dürer, Saint Jérôme, 1512, pointe sèche[15].
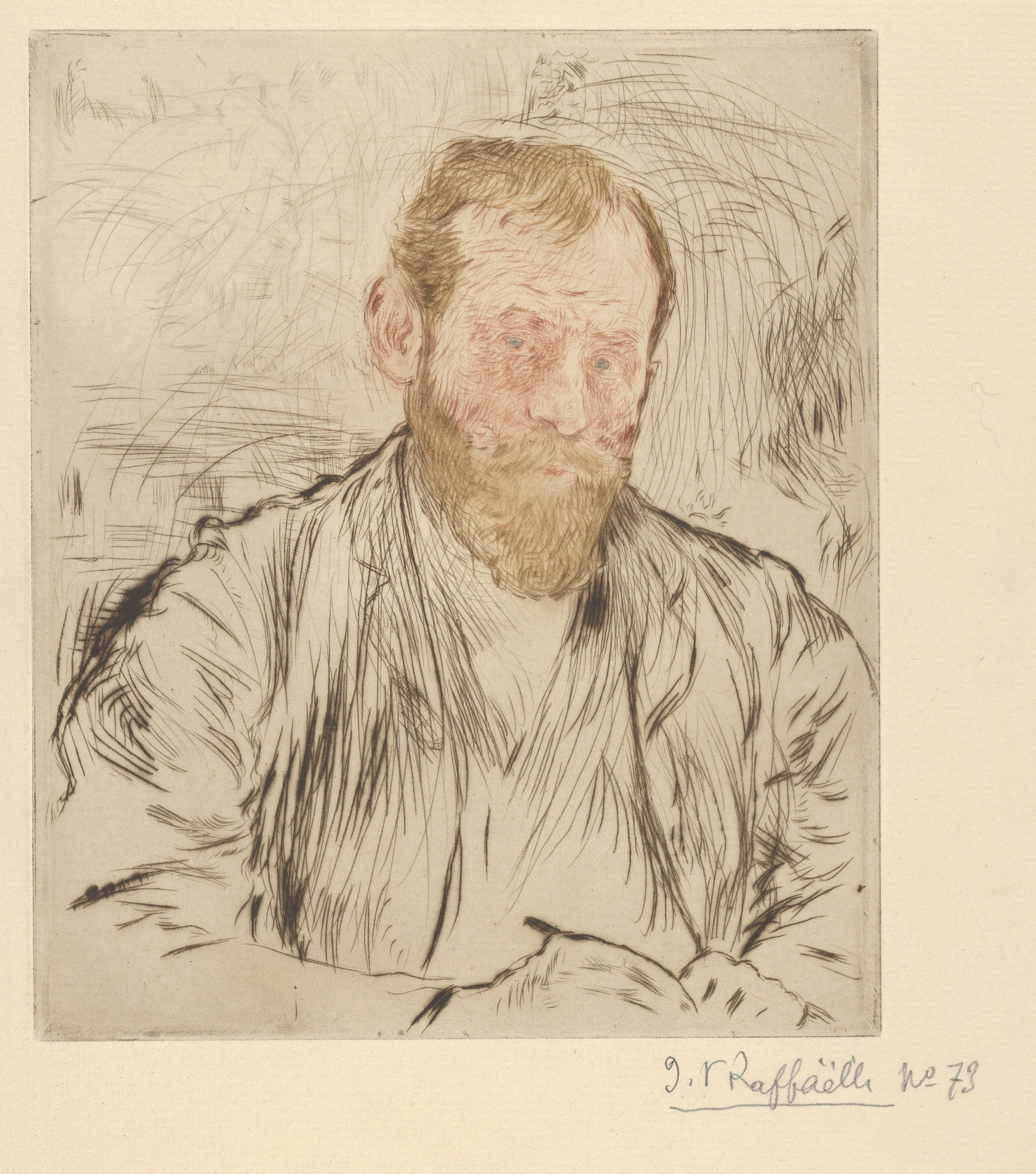
12. Jean-François Raffaëlli, Autoportrait, 1893, pointe sèche en quatre couleurs[16].
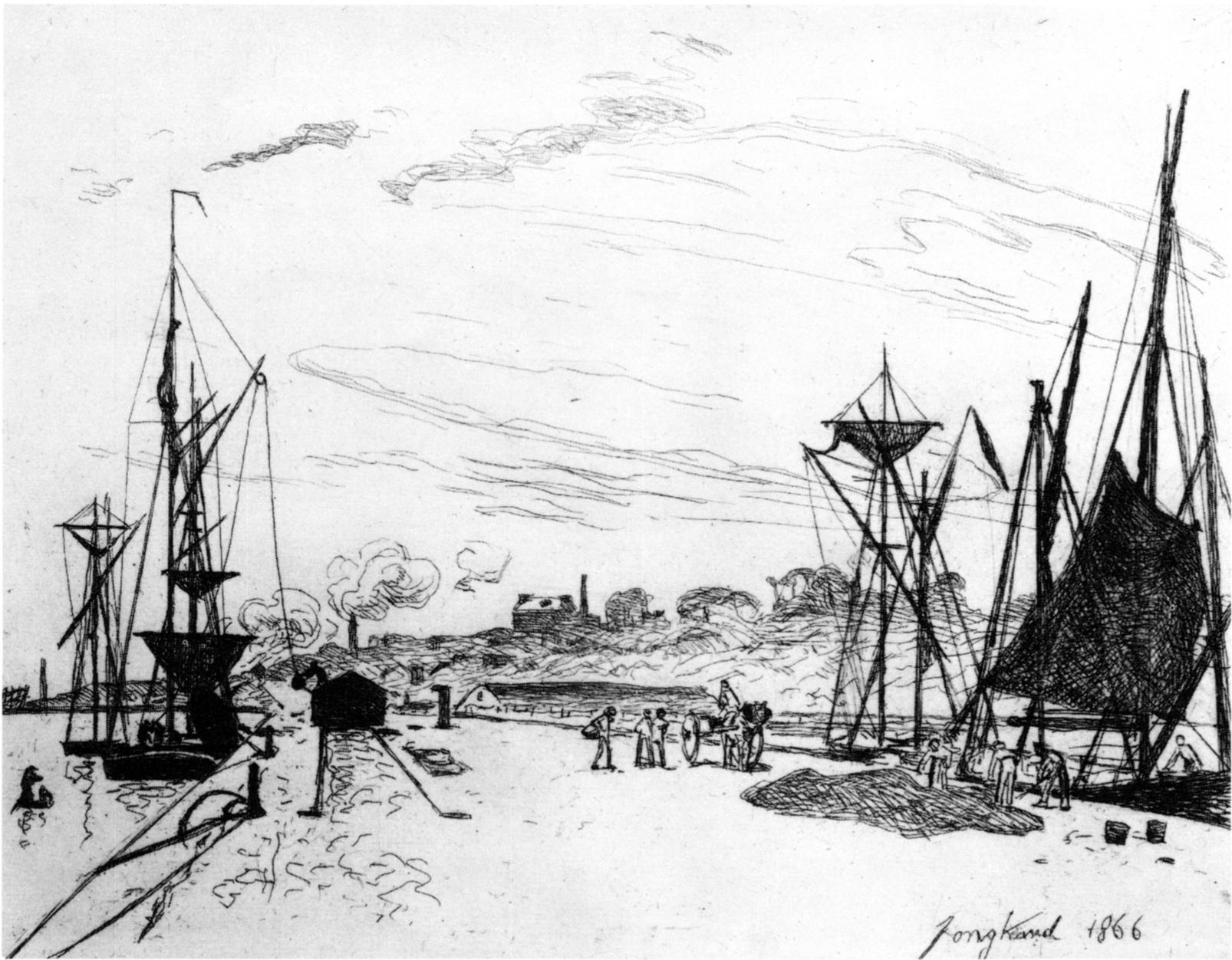
13. Johan Barthold Jongkind, Vue du port au chemin de fer à Honfleur, 1867, eau-forte[17].
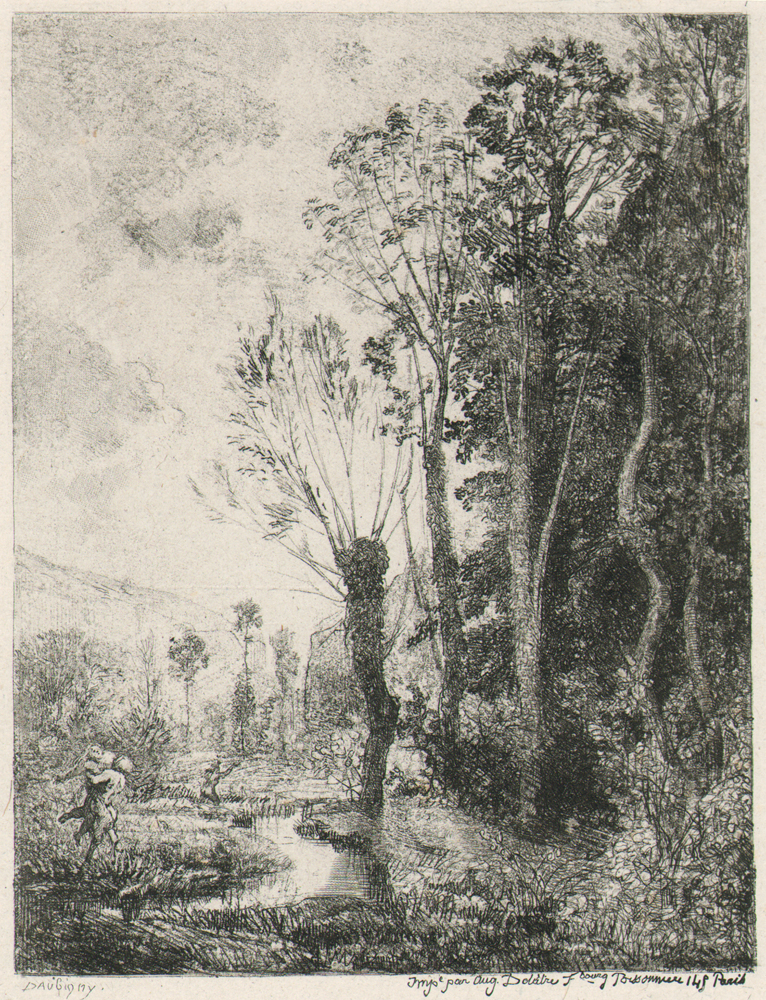
14. Charles-François Daubigny, Le Satyre, 1848, vernis mou[18].
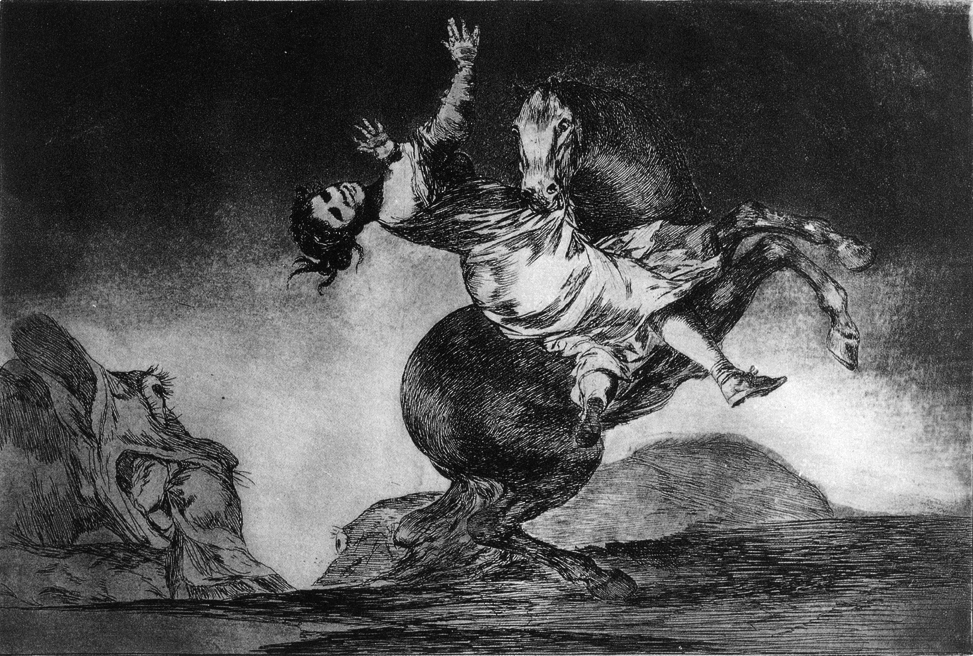
15. Francisco de Goya, Femme enlevée par un cheval, 1816-1823, eau-forte et aquatinte[19].
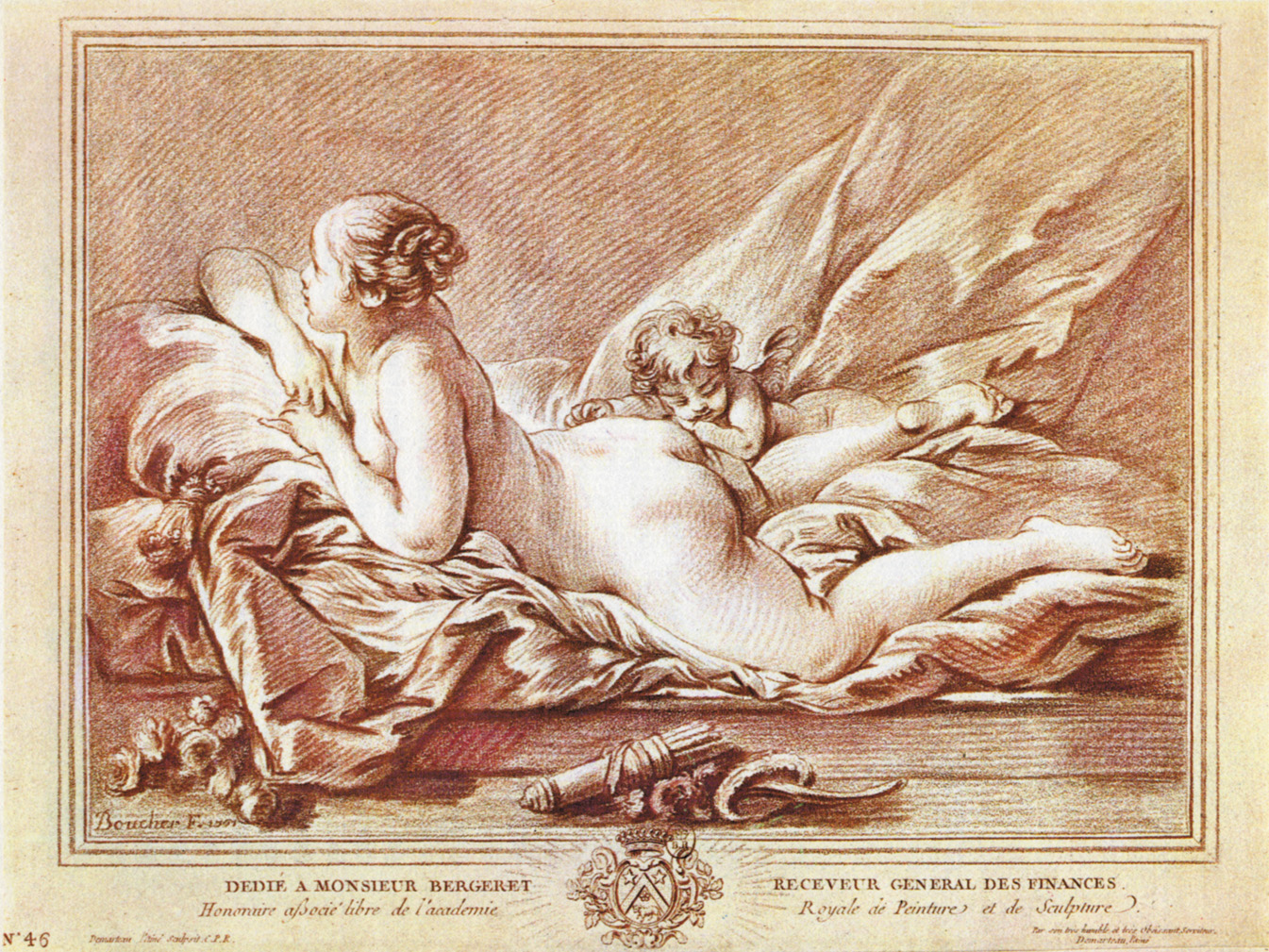
16. Gilles Demarteau, Femme sur le ventre, 1761, manière de crayon en sanguine[20].
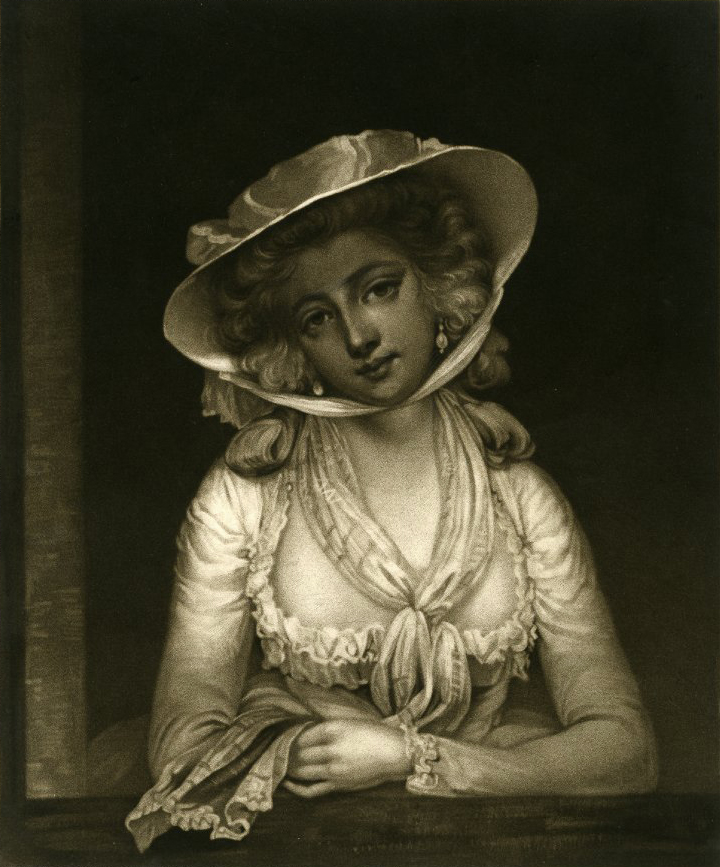
17. John Raphael Smith, Sophia Western, 1784, manière noire[21].
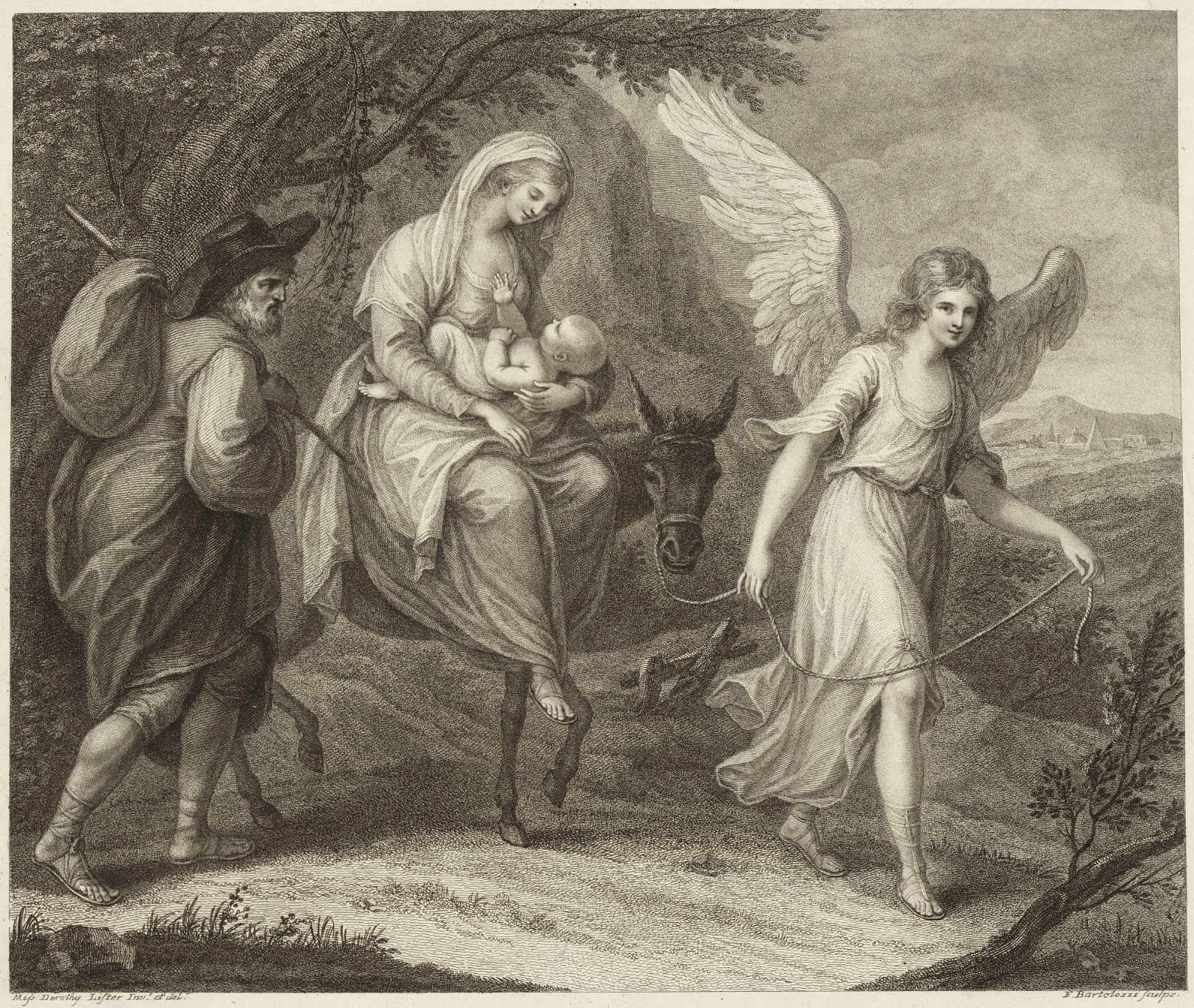
18. Francesco Bartolozzi, Fuite en Égypte, 1790, estampe, gravure en pointillé, 41 х 46,6 cm, Musée des beaux-arts Pouchkine, inv. Г–32881.

### Impression en couleur

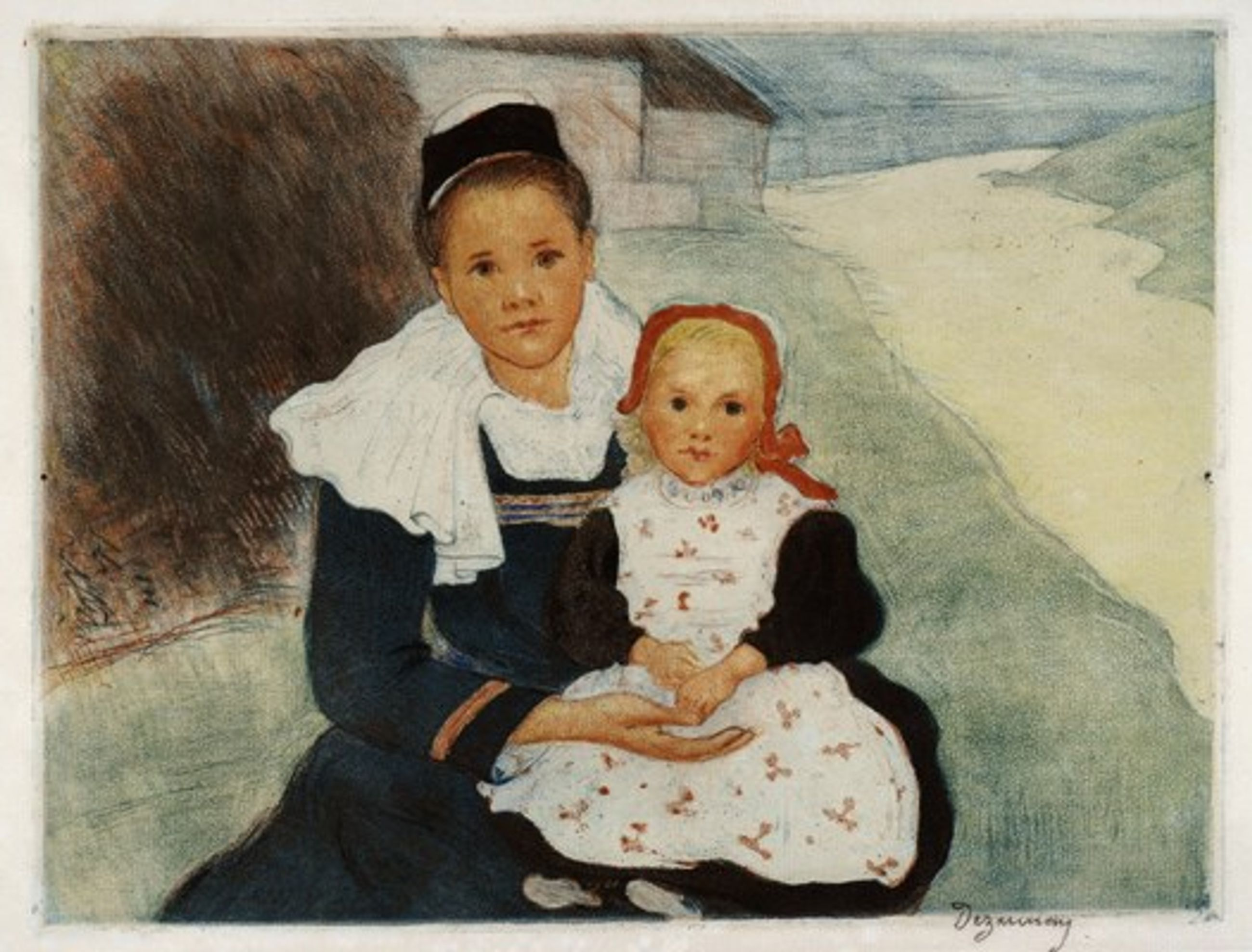
Émile Dezaunay, eau-forte et aquatinte (avant 1911), points de repérage dans les marges gauche et droite.

- La gravure mono-matrice, l'encrage des couleurs se fait directement par zones sur une seule plaque gravée (bois ou métal) en utilisant une poupée, un pochoir peut être utilisé pour délimiter les zones.
- La gravure poly-matrice, utilisation plusieurs matrices (généralement 2 à 4 ) gravées en fonction des zones de couleurs prévues et les différentes plaques sont encrées de la couleur définie. Au tirage, le repérage précis est nécessaire pour la bonne superpositions sur le papier et donner le résultat, une estampe en couleur.
- Le mixte des deux méthodes, pour limiter le nombre de matrice (2 par exemple), l'encrage à la poupée peut être utilisé sur une partie d'une matrice.

## Marques et inscriptions
En termes de métier, la légende, qui peut figurer dans une estampe, porte le nom de « lettre ». Celle-ci peut indiquer, le nom ou le monogramme du graveur (fig. 16), le nom de l'éditeur, le titre de l'œuvre, la date de sa réalisation, etc. L'imprimeur pratique généralement un tirage « avant la lettre » afin de caller sa presse, de régler le niveau de l'encre, etc. De fait, l'apposition de la lettre ne préjugeait pas de la qualité de l'estampe obtenue.
C'est vers le milieu du XVe siècle en Europe que l'on commence à utiliser des abréviations latines pour préciser sur la matrice à l'origine de l'estampe les fonctions ès qualités des différents intervenants possibles, lesquelles peuvent se cumuler pour une seule et même personne :
- pinx. pour pinxit : peignit ;
- del., delin. pour delineavit : dessina ;
- comp. pour composuit : composa ;
- inv., invent. pour invenit : inventa le motif ;
- sc., sculp. pour sculpsit : tailla ;
- f., fe., fec. pour fecit : fabriqua ;
- direx., pour direxit : dirigea ;
- imp. pour impressit : imprima ;
- e., exc., excude. : pour excudebat, excudit : façonna, édita ;
- inc. : pour incidit : incisa ;
- ca. : pour caelavit : cisela, burina ;
- imitando : imité du (du lavis, du crayon, etc.).

Les mentions sculp, fecit, inc. et caelavit renvoient à la fonction de graveur et aux techniques qu'il convoque.
Ainsi, en bas de l'estampe intitulée Patience (fig. 5) figure à gauche la mention « H. Cock excude. 1557 » (Hieronymus Cock édita 1557), à droite le monogramme du graveur Pieter van der Heyden suivi de la notation « Brueghel invent. » (Brueghel inventa) : le patronyme, parfois longtemps latinisé et même abrégé, précède toujours la qualité. On peut voir aussi ajouter un toponyme, en latin.
La date n'est pas systématiquement signalée : parfois elle l'est directement dans la matrice. En cas de retirage, on indique en principe la nouvelle date mais cette fois dans la lettre, en bas de l'image. On peut parler de premier tirage, de tirage original quand on en est certain : il y a de nombreux abus à ce sujet.
Depuis la fin du XIXe siècle, ces indications gravées ont généralement été remplacées par des mentions manuscrites au crayon dans la marge inférieure de l'estampe, au bord de la cuvette. À droite, on trouve habituellement la signature de l'artiste et la date d'impression. À gauche peut figurer une fraction qui indique le numéro d'ordre du tirage sur le nombre total d'exemplaires. On trouve parfois aussi la mention « E.A. » réservée aux tirages préliminaires appelés « épreuves d'artiste ». Le titre de l'œuvre peut par ailleurs apparaître au centre, entre la fraction et la signature.
De nos jours, un code international désignant la ou les techniques employées peut être utilisé après la mention du titre de l'estampe :
- C1 - Gravure sur acier
- C2 - Burin
- C3 - Eau-forte
- C4 - Pointe sèche
- C5 - Aquatinte
- C6 - Vernis mou et techniques apparentées
- C7 - Manière noire

Les techniques mixtes peuvent être indiquées en tant que symboles séparés par des signes plus, par exemple : C2 + C3 + C5 = burin, eau-forte et aquatinte.

## Amateurs et collectionneurs

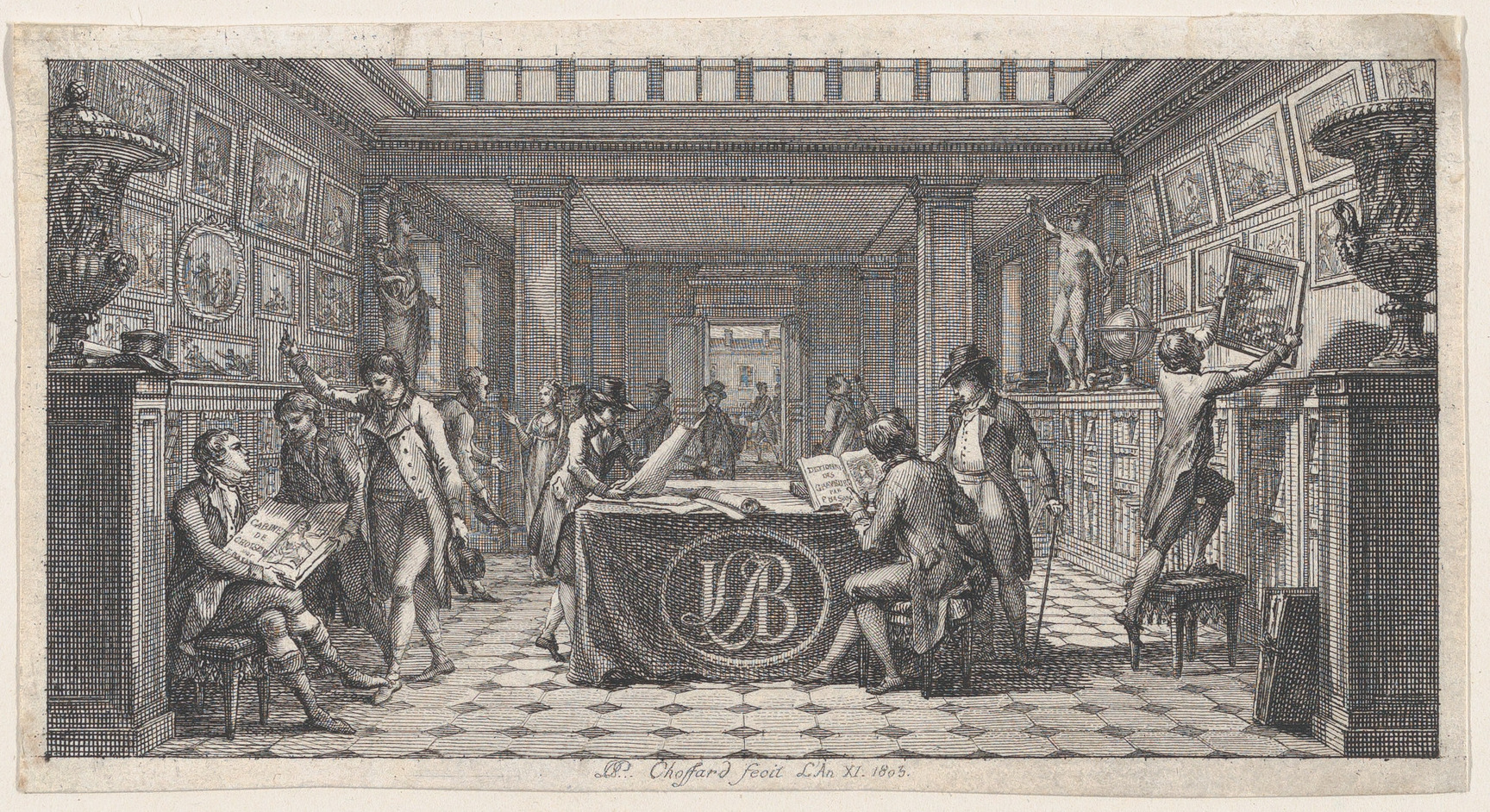
Le Cabinet de Henri-Louis Basan rue Serpente [en 1802], gravure de Choffard (1805).

Entre la fin du XVIIe et le début du XVIIIe siècle, apparaissent des compendiums, des recueils d'estampes, lesquels, à partir de l'eau-forte, traduisent en un grand souci du détail, les tableaux et dessins appartenant aux collections — ou « cabinets » — les plus prestigieuses : celle de souverains, d'aristocrates, et de grands bourgeois, épris d'art. Dans la préface au Recueil Crozat (1729), Pierre-Jean Mariette rappelle les objectifs d'une telle entreprise : 

« [les amateurs] auront la satisfaction de pouvoir sans sortir de leurs Cabinets comparer les differentes manieres de composer & de dessiner, ils y reconnoistront les divers estats de la Peinture & les progrès que les differentes Ecoles ont faits dans chaque temps. »

Durant l'époque romantique, dans la France de Balzac, émerge un nouveau type de collectionneur, porté par l'impression lithographique, d'un coût relativement moins élevé et au tirage plus abondant. Sous le Second Empire, la fondation de la Société des aquafortistes en 1862 correspond au renouveau de l’intérêt porté par ces amateurs à l’estampe originale, plus accessible que la peinture à des revenus modestes.
Tout en continuant à observer les mœurs et caractères de son temps dans ses caricatures, Honoré Daumier abandonne la verve satirique pour donner à ses personnages d'amateurs et collectionneurs une expression plus universelle.

Les Amateurs par Daumier
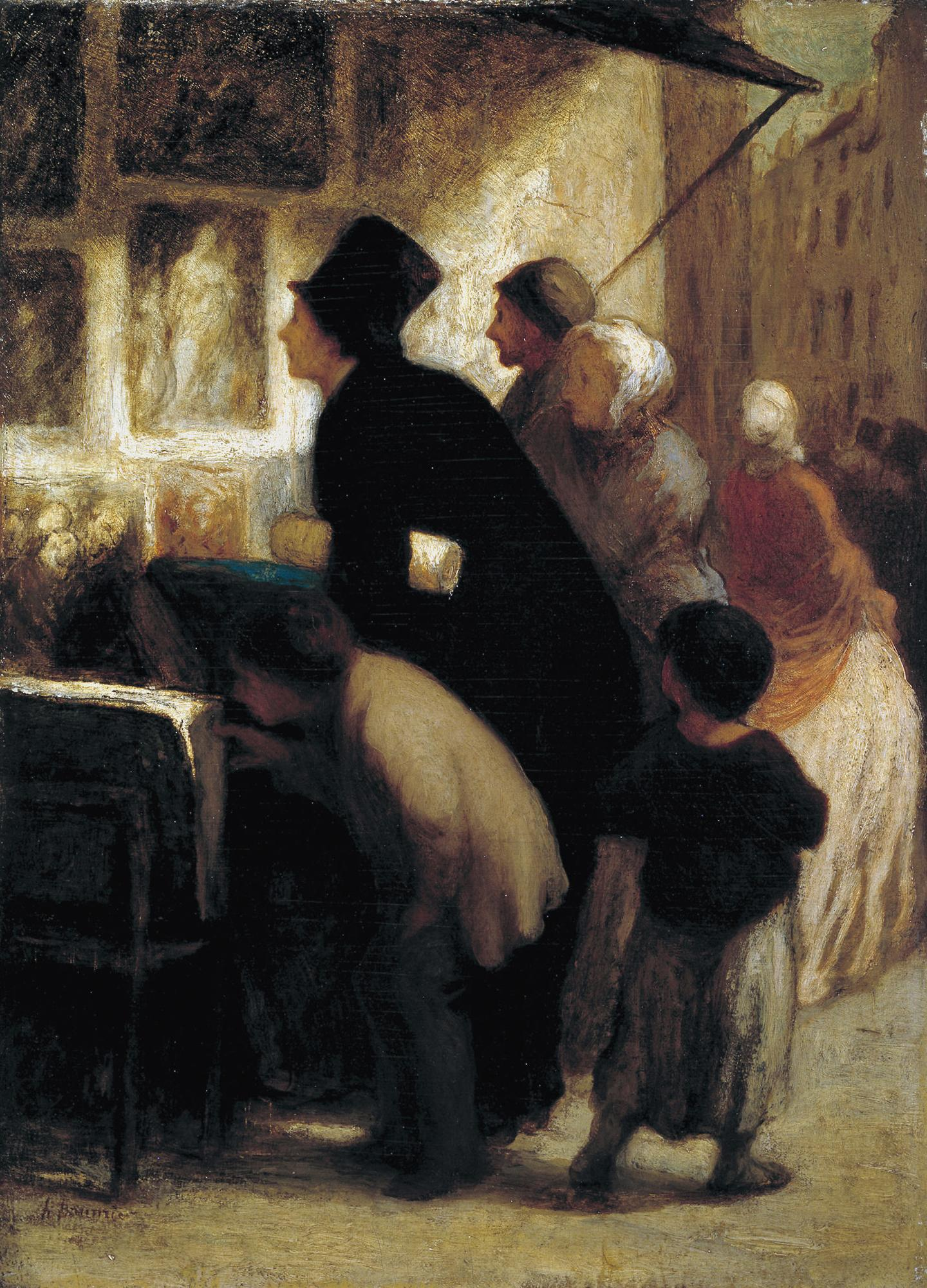
À l'extérieur de la boutique du marchand d'estampes, 1860-1863 Musée d'Art de Dallas.
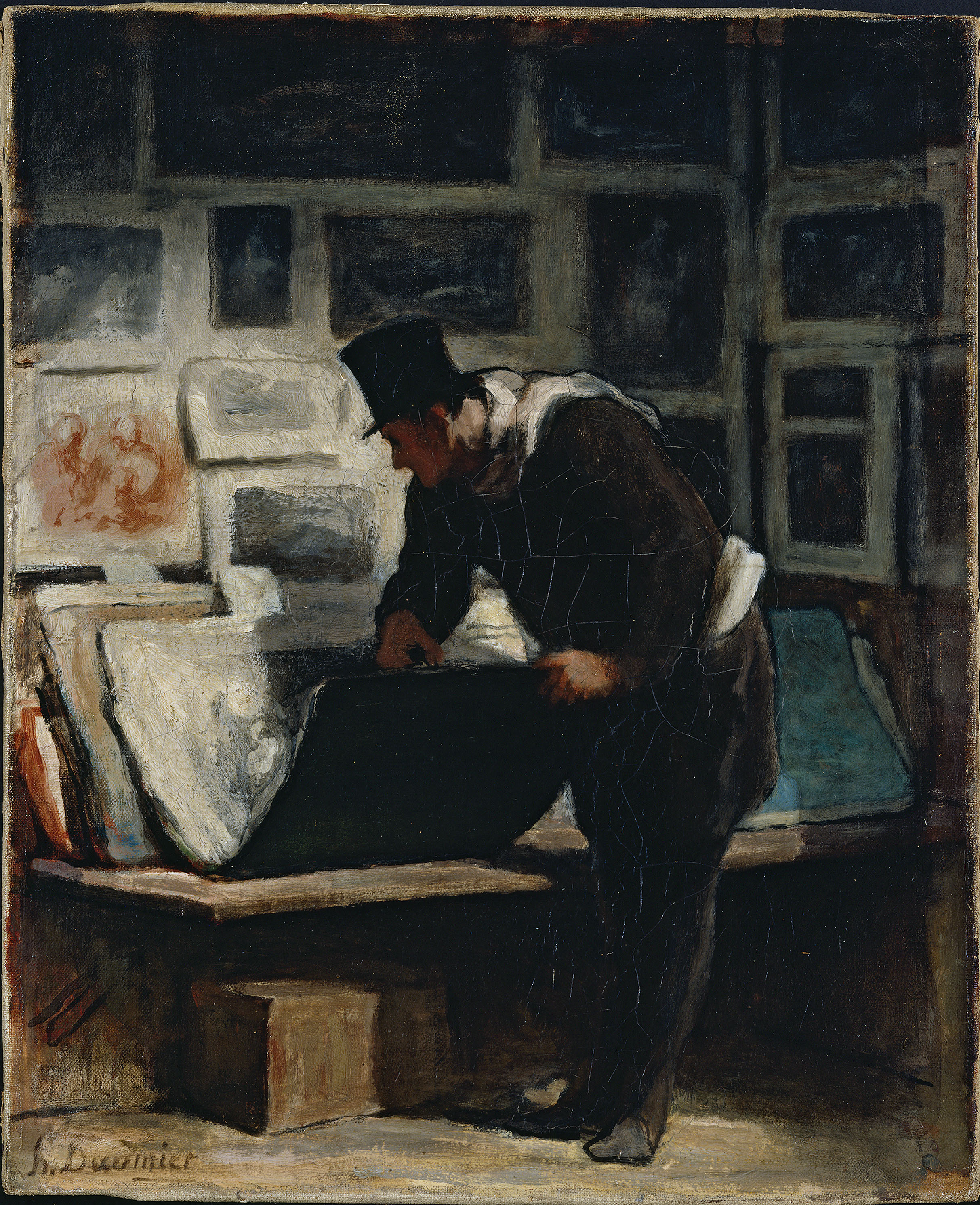
L’Amateur d’estampes, vers 1860 Petit Palais, Paris
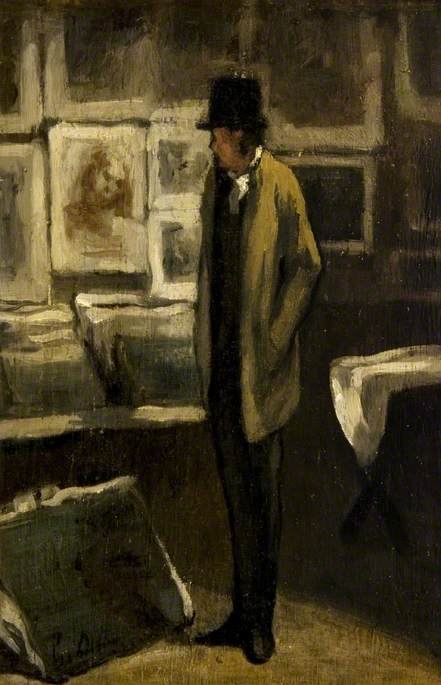
Le Collectionneur d'estampe, 1860–1863 Collection Burrell, Glasgow.
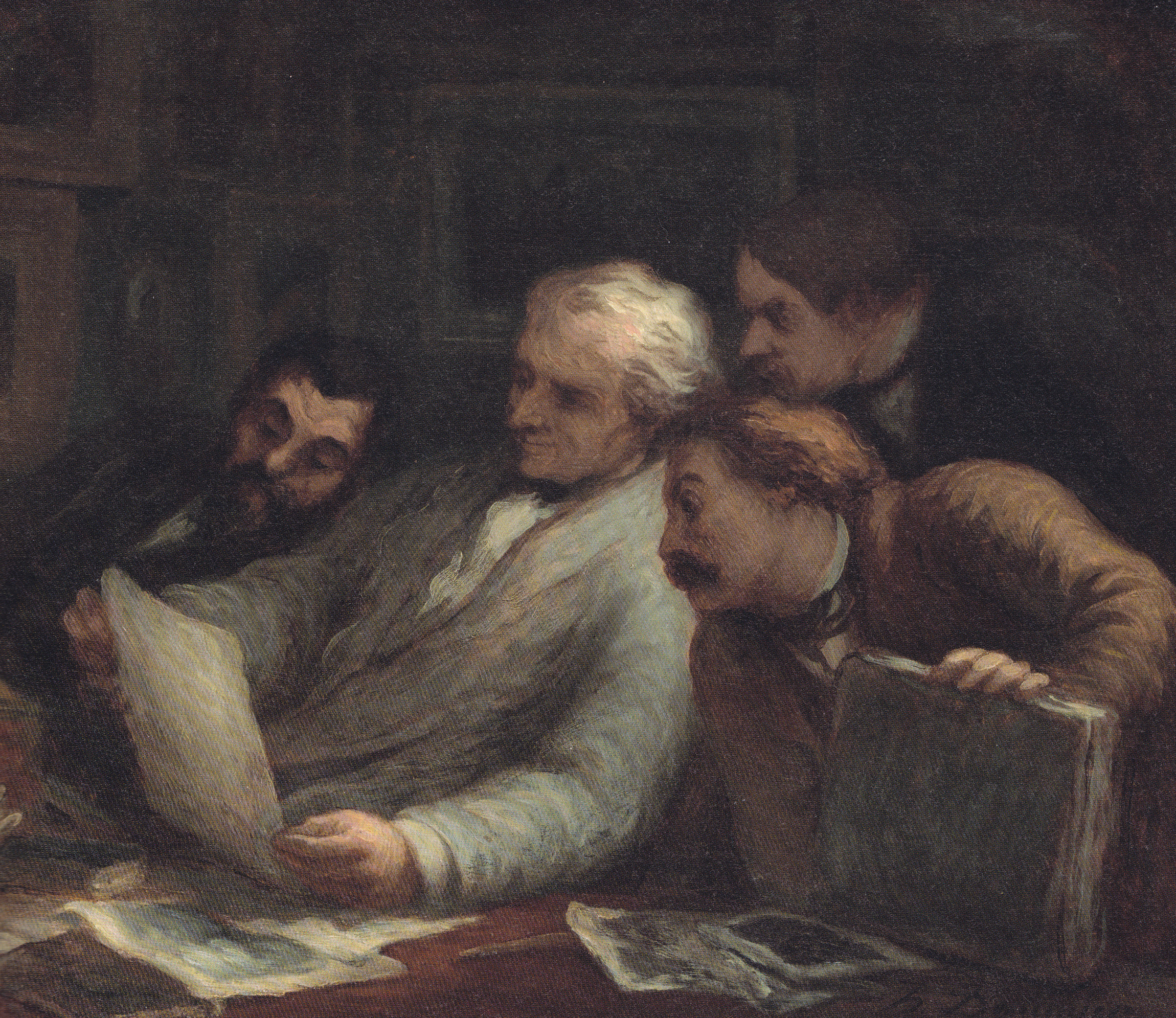
Les collectionneurs d'estampes, 1860-63 Clark Art Institute, Williamstown.
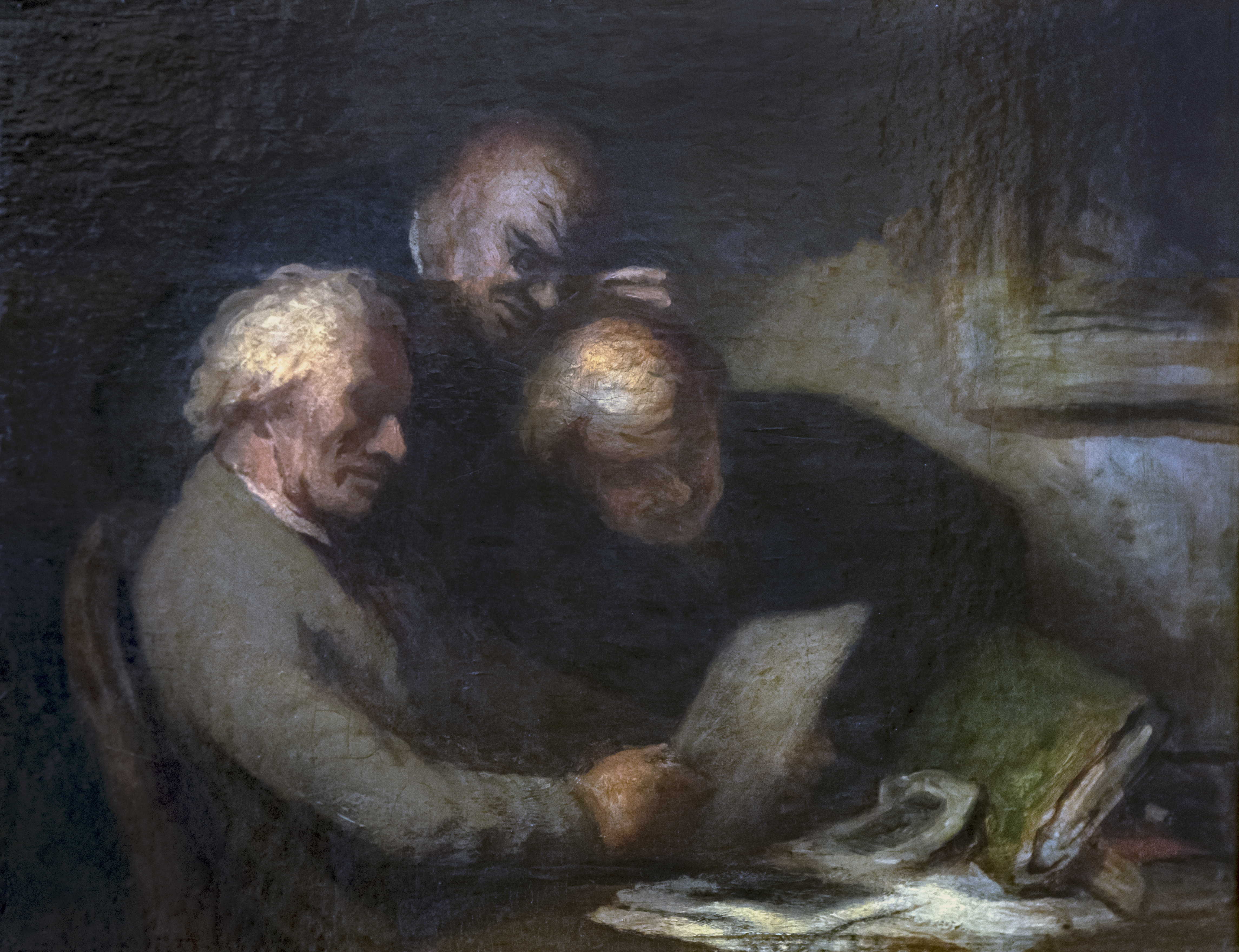
Les Collectionneurs d'estampes Toulouse, Fondation Bemberg.